# 光果乌柳
光果乌柳（学名：Salix cheilophila var. cyanolimenaea）为杨柳科柳属下的一个变种。

## 扩展阅读
- 維基物種上的相關：光果乌柳